# Kangchengyao
Der Kangchengyao (auch Kangchenjau) ist ein Berg im Himalaya im Nordosten von Sikkim in Indien.
Der Kangchengyao hat eine Höhe von 6889 m. Er liegt im Westen der Dongkya-Gruppe. Nördlich und westlich des Berges verläuft das Tal des Lachen Chu, dem rechten Quellfluss der Tista. Auf der gegenüberliegenden Talseite erhebt sich der 6829 m hohe 12 km westnordwestlich gelegene Chomoyummo. Nach Osten setzt sich die Bergkette über den Gurudongmar zum 7128 m hohen Pauhunri fort.

## Besteigungsgeschichte
Der Kangchengyao wurde im Jahr 1912 von dem schottischen Alpinisten Alexander Mitchell Kellas in Begleitung von Sherpas erstbestiegen.
Eine weitere erfolgreiche Besteigung des Gipfels gelang am 21. Oktober 1961 einer indischen Bergsteigergruppe (Jaswant Singh, Lekpa Tenzing und Sonam Gyatso).